# Wayland (Kentucky)
Wayland – miasto w Stanach Zjednoczonych, w stanie Kentucky, w hrabstwie Floyd.